# Пурус (мікрорегіон)
Пурус (порт. Microrregião do Purus) — мікрорегіон в Бразилії, входить в штат Амазонас. Складова частина мезорегіону Південь штату Амазонас. Населення становить 69 516 чоловік на 2010 рік. Займає площу 187 372,899 км². Густота населення — 0,37 чол./км².

## Демографія
Згідно з даними, зібраними в ході перепису 2010 р. Національним інститутом географії і статистики (IBGE), населення мікрорегіону становить:
| Повне населення                               | Повне населення                               | Повне населення                               | Повне населення                               | 69 516 |
| --------------------------------------------- | --------------------------------------------- | --------------------------------------------- | --------------------------------------------- | ------ |
| в том числе:                                  | Міське населення                              | 41 507                                        | Відсоток міського населення, %                | 59,71  |
|                                               | Сільське населення                            | 28 009                                        | Відсоток сільського населення, %              | 40,29  |
|                                               | Чоловіче населення                            | 36 585                                        | Відсоток чоловічого населення, %              | 52,63  |
|                                               | Жіноче населення                              | 32 931                                        | Відсоток жіночого населення, %                | 47,37  |
| Густота населення, чол/км²                    | Густота населення, чол/км²                    | Густота населення, чол/км²                    | Густота населення, чол/км²                    | 0,37   |
| Населення мікрорегіону в % до населення штату | Населення мікрорегіону в % до населення штату | Населення мікрорегіону в % до населення штату | Населення мікрорегіону в % до населення штату | 2,00   |

## Склад мікрорегіону
До складу мікрорегіону включені наступні муніципалітети:
1. Канутама
2. Лабреа
3. Тапауа

| Бразилія | Це незавершена стаття з географії Бразилії. Ви можете допомогти проєкту, виправивши або дописавши її. |